# Paracryphiaceae
Paracryphiaceae là một họ bao gồm khoảng 36 loài cây gỗ và cây bụi thân gỗ bản địa của các đảo ở tây nam Thái Bình Dương, từ Philippines tới Australia và New Caledonia.

## Phân loại
Trong hệ thống APG II, họ này chứa 2 chi và 26 loài là Paracryphia (đơn loài, Paracryphia alticola, đặc hữu của New Caledonia) và Quintinia với 25 loài có ở Philippines, New Guinea, vùng duyên hải phía đông Australia, New Zealand và New Caledonia. Họ này được đặt trong nhánh euasterids II (campanulids), nhưng không đặt trong bộ nào.
Các nghiên cứu gần đây hơn gợi ra mối quan hệ giữa các chi Sphenostemon và Paracryphia, và vì thế website của Angiosperm Phylogeny Group đã đề xuất rằng chi Sphenostemon với 10 loài đã biết nên được gộp trong họ Paracryphiaceae. Website của APG cũng coi họ này thuộc về bộ đơn họ có danh pháp là Paracryphiales và điều này đã được ghi nhận trong hệ thống APG III năm 2009.

## Phát sinh chủng loài
Cây phát sinh chủng loài dưới đây lấy theo Lundberg J. (2001)

|  | Sphenostemon                                                       |
|  |                                                                    |
|  | \| \| Paracryphia alticola \| \| \| \| \| \| Quintinia \| \| \| \| |
|  |                                                                    |
|  | Paracryphia alticola                                               |
|  |                                                                    |
|  | Quintinia                                                          |
|  |                                                                    |

|  | Paracryphia alticola |
|  |                      |
|  | Quintinia            |
|  |                      |

## Hình ảnh

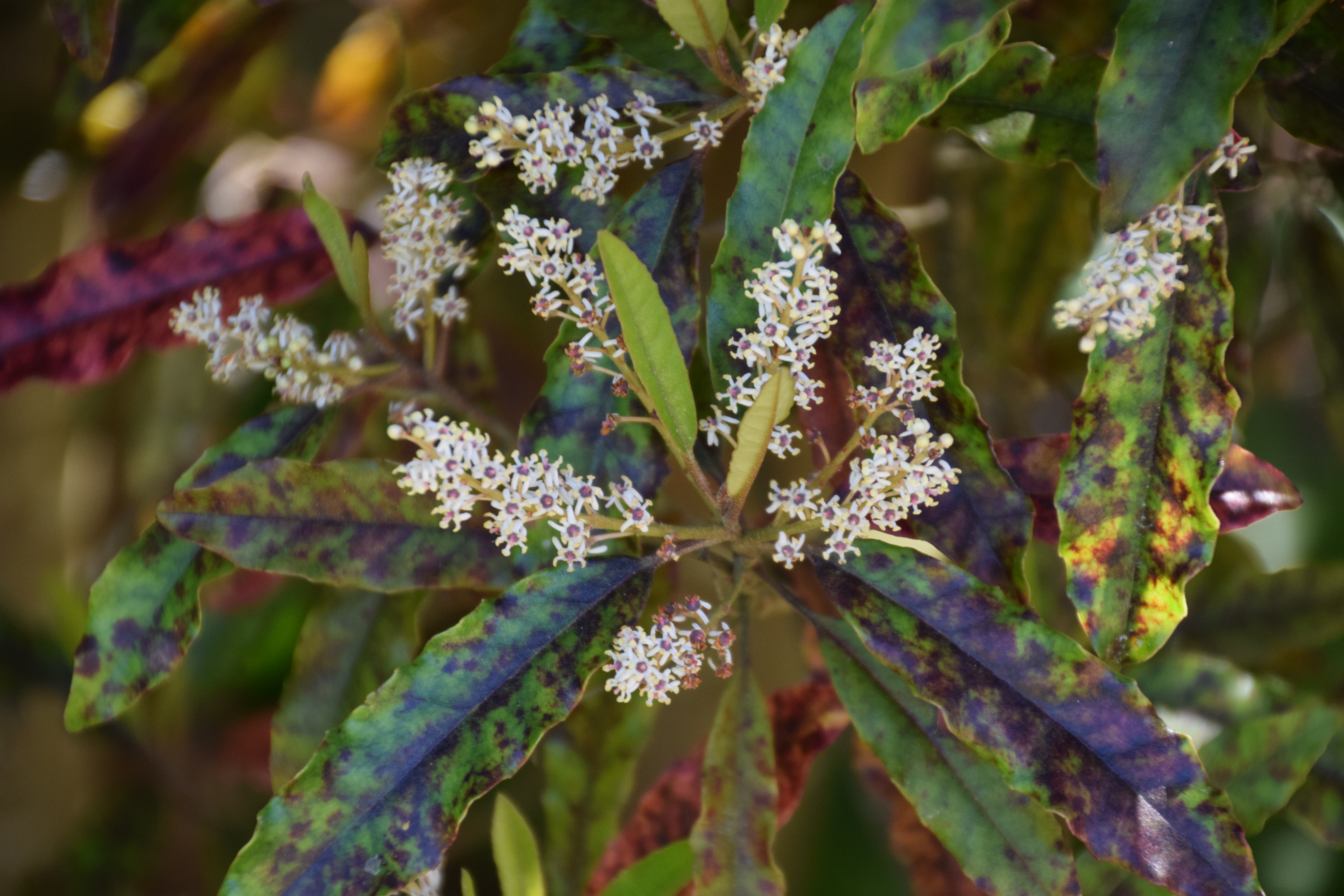
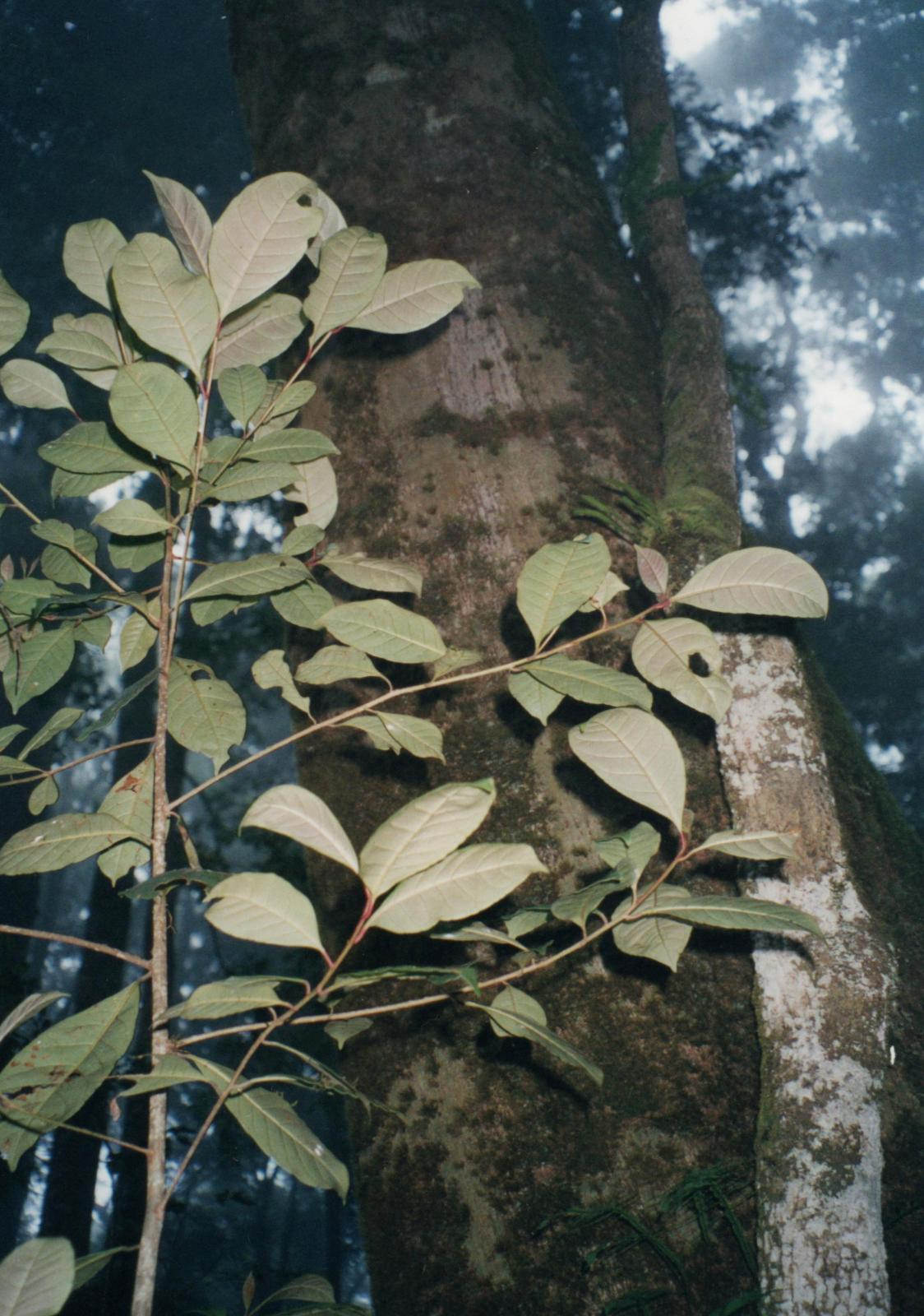
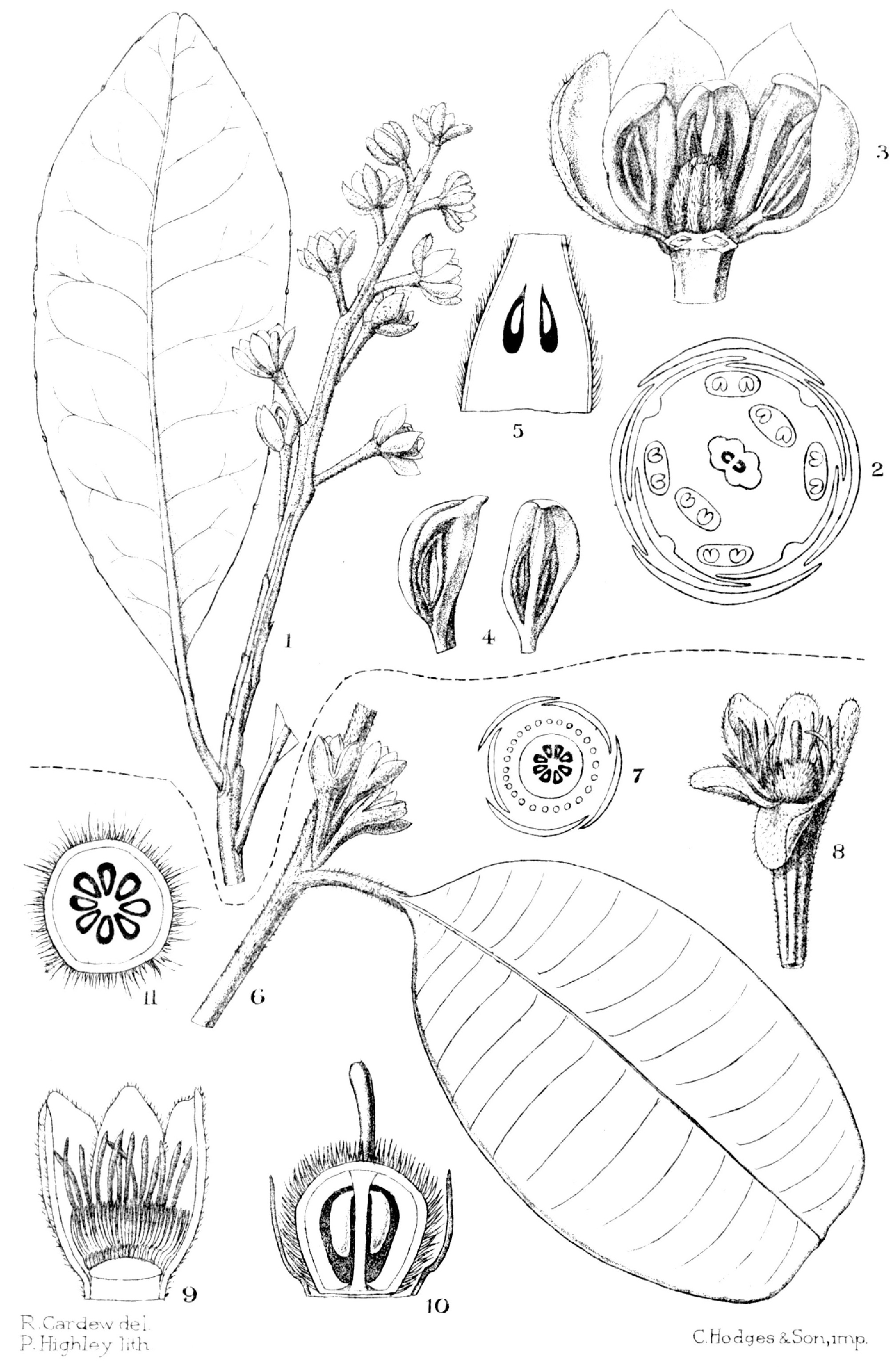